# Melanochyla montana
Melanochyla montana är en sumakväxtart som beskrevs av K.M. Kochummen. Melanochyla montana ingår i släktet Melanochyla och familjen sumakväxter. Inga underarter finns listade i Catalogue of Life.